# Pristimantis coronatus
Espèce
Statut de conservation UICN

 DD  : Données insuffisantes
Pristimantis coronatus est une espèce d'amphibiens de la famille des Craugastoridae.

## Répartition
Cette espèce est endémique de la province de Huancabamba dans la région de Piura au Pérou. Elle se rencontre dans le district d'El Carmen de la Frontera vers 2 850 m d'altitude.

## Publication originale
- Lehr & Duellman, 2007 : A diminutive new species of Pristimantis (Amphibia: Anura: Leptodactylidae) from northern Peru. Salamandra, vol. 43, no 3, p. 165-171.